# Liste d’écrivains kurdes
Cette liste recense des écrivains kurdes :

## A
- Bakhtiar Ali (1966-)
- Hassan Ali Qizilji (1914-1985)
- Alișêr (1862-1937)
- Musa Anter (1920-1992) dit Apê Mûsa (Oncle Musa)
- Mastoureh Ardalan (1805-1848)
- Arjen Arî (en) (1956-2012)

## B
- Abou Bakr Effendi (1835-1880)
- Mahmûd Baksî (en) (1944-2000)
- Salim Barakat (1951-)
- Kamuran Alî Bedirxan (en) (1895-1978)
- Ehmed Begî Komasî (1795-1877)
- Kemal Burkay (1937-)

## C
- Polat Can (1980-)
- Cigerxwîn (1903-1984)
- Sevê Evin Çiçek (1961-)

## D
- Seyhmus Dagtekin (1964-)

## G
- Mohammad Ghazi (1913-1998)

## M
- Mehemed Malmîsanij (1952-)

## N
- Nâlî (1797-1856)
- Malek Jân Ne'mati (1906-1993)
- Hajj Nematollah Mokri Jeyhounabadi (1871-1920)

## O
- Sara Omar (1986-)

## S
- Osman Sabri (1905-1995)
- Bayan Salman (1961-)
- Suzan Samanci (1962-)
- Arab Shamilov (1897-1978)
- Samand Siabandov (1909-1989)

## T
- Feqiyê Teyran (1590-1660)

## U
- Mehmed Uzun (1953-2007)
- Yekta Uzunoğlu (1953-)

## X
- Ehmedê Xanî (1650-1707)

## Y
- Abdusamet Yigit (1978-), Shahmaran (2011)
- Helîm Yûsiv (1967-)